# دنیا (مجله)

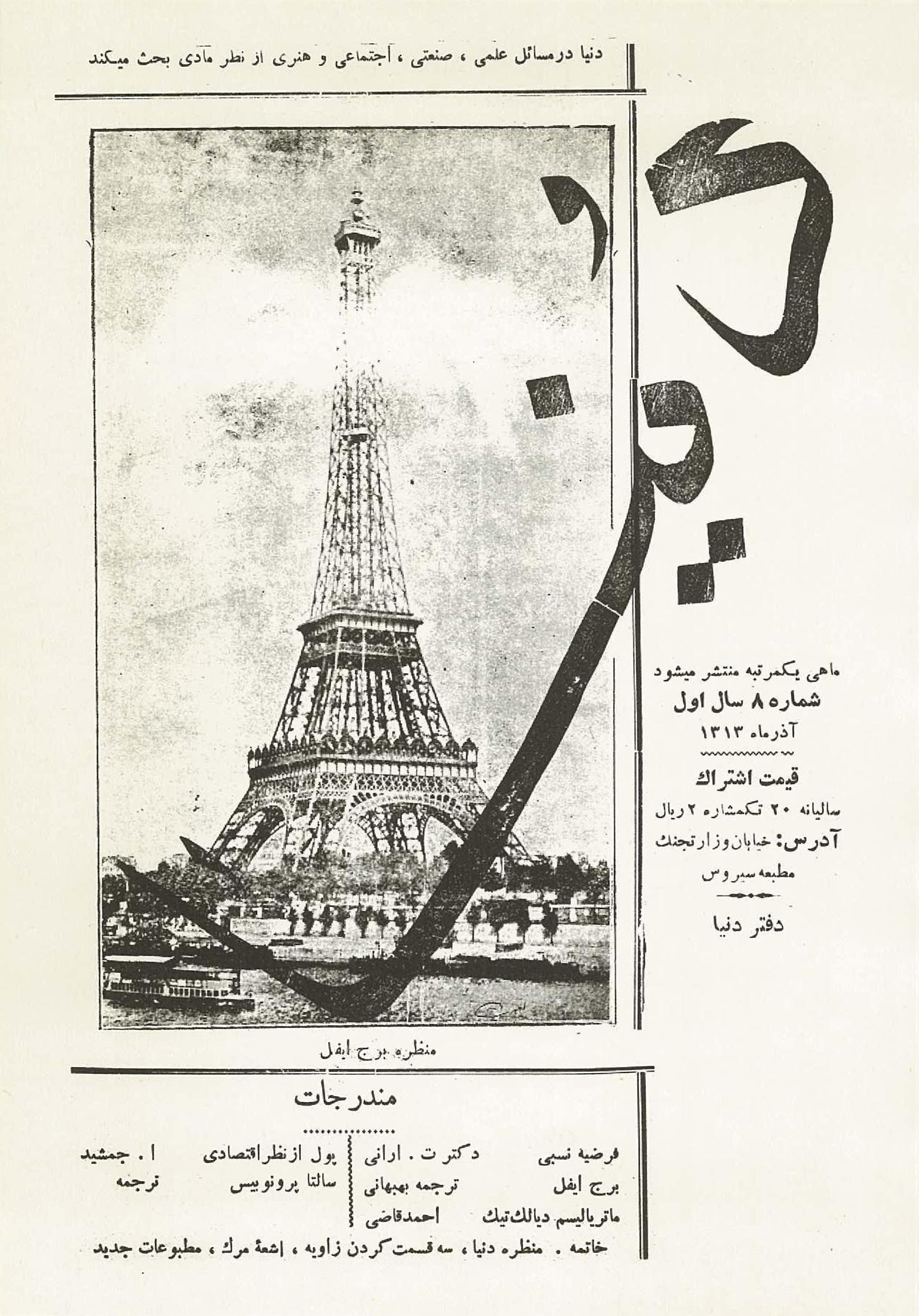
مجله دنیا

مجله دنیا، یکی از آثار مبارزه فکری دکتر تقی ارانی است، که آن را به همراهی ایرج اسکندری و بزرگ علوی انتشارداد و با انتشار آن به تحول فکری جوانان ایران و پیدایش دوران جدیدی از مبارزه علمی و عقیده‌ای درایران کمک کرد.
مجله دنیا دراول بهمن ماه ۱۳۱۲ شروع به انتشارکرد و درخرداد ۱۳۱۴ بر اثر بخشنامه وزارت فرهنگ، ناگزیر تعطیل گردید. در این مدت دوازده شماره نشریافت و دراین دوازده شماره مسائل مختلف علمی و صنعتی و اجتماعی و هنری از نقطه نظر علمی و فلسفه ماتریالیسم مورد بحث قرار گرفت.
انتشار مجله دنیا تأثیر غریبی در محیط اجتماعی آن روز ایران کرد. به‌جای یک مجله مبتذل، متملق، گمراه‌کننده و محافظه کار، یک مجله مبارز، هدایت‌کننده انقلابی و بدیع منتشرشد. جنجال بزرگی ضد مجله دنیا برپا کردند و حتی از حدیث امام علی: " الدنیا جیفه و طالبوها کلاب (دنیا مرداری را می ماند و خواهندگانش، سگ هستند)" مدد جستند. دکتر ارانی در صفحه ۱۶۶ مجله این وضع را چنین وصف می‌کند:
" البته واضح است که مجله دنیا با آن منطق قوی و فکر نافذش مانند برق بر فرق این دسته می‌زند، افکار محدود نمی‌توانند تحمل کنند که براین بت‌های مقدس چنین حمله شود."

## منبع
- دکتر ارانی فیلسوفی که به ۶ زبان سخن گفت، اما کلامش به کله استبداد و ارتجاع فرو نرفت

- مجله "دنیا" دکتر ارانی